# Szlovákia közigazgatása
Szlovákia közigazgatási felosztása a történelem során gyakran változott.

## 1996 óta
Szlovákia az 1996-os közigazgatási reform óta 8 kerületre (kraj), azon belül összesen 79 járásra (okres) oszlik. 
Az ország területén 2883 község, valamint 138 város található.
- 8 kerület
- 79 járás
- 138 város és 2883 község

| #  | Címer | Kerület                                | Székhely                         | Népesség | Terület (km²) | Népsűrűség (fő/km²) | Kormányzó       | Térkép |
| -- | ----- | -------------------------------------- | -------------------------------- | -------- | ------------- | ------------------- | --------------- | ------ |
| 1. |       | Pozsonyi (Bratislavský kraj)           | Pozsony (Bratislava)             | 736 385  | 2053          | 293                 | Juraj Droba     |        |
| 2. |       | Nagyszombati (Trnavský kraj)           | Nagyszombat (Trnava)             | 565 900  | 4158          | 133                 | Jozef Viskupič  |        |
| 3. |       | Nyitrai (Nitriansky kraj)              | Nyitra (Nitra)                   | 665 600  | 6343          | 109                 | Branislav Becík |        |
| 4. |       | Trencséni (Trenčiansky kraj)           | Trencsén (Trenčín)               | 565 572  | 4501          | 132                 | Pavol Sedláček  |        |
| 5. |       | Zsolnai (Žilinský kraj)                | Zsolna (Žilina)                  | 686 063  | 6788          | 101                 | Juraj Blanár    |        |
| 6. |       | Besztercebányai (Banskobystrický kraj) | Besztercebánya (Banská Bystrica) | 611 124  | 9455          | 70                  | Ján Lunter      |        |
| 7. |       | Kassai (Košický kraj)                  | Kassa (Košice)                   | 778 799  | 6753          | 113                 | Zdenko Trebuľa  |        |
| 8. |       | Eperjesi (Prešovský kraj)              | Eperjes (Prešov)                 | 810 008  | 8993          | 91                  | Peter Chudík    |        |

Szlovákia kerületei

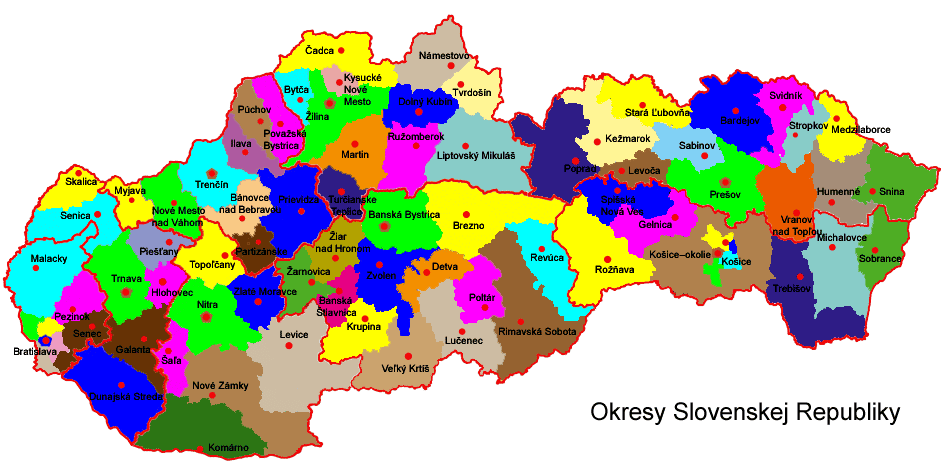
Szlovákia kerületei és járásai

A zárójelben a szlovák elnevezés áll.

## Történelme

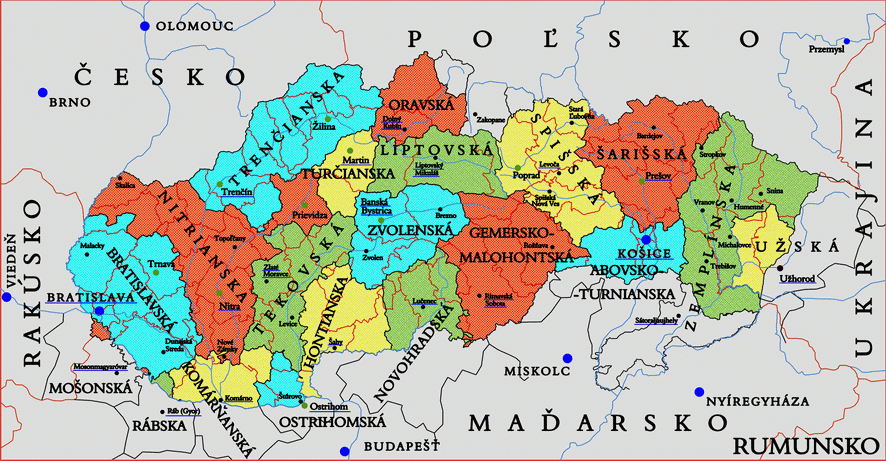
Vármegyék a mai Szlovákia területén 1882–1920 között

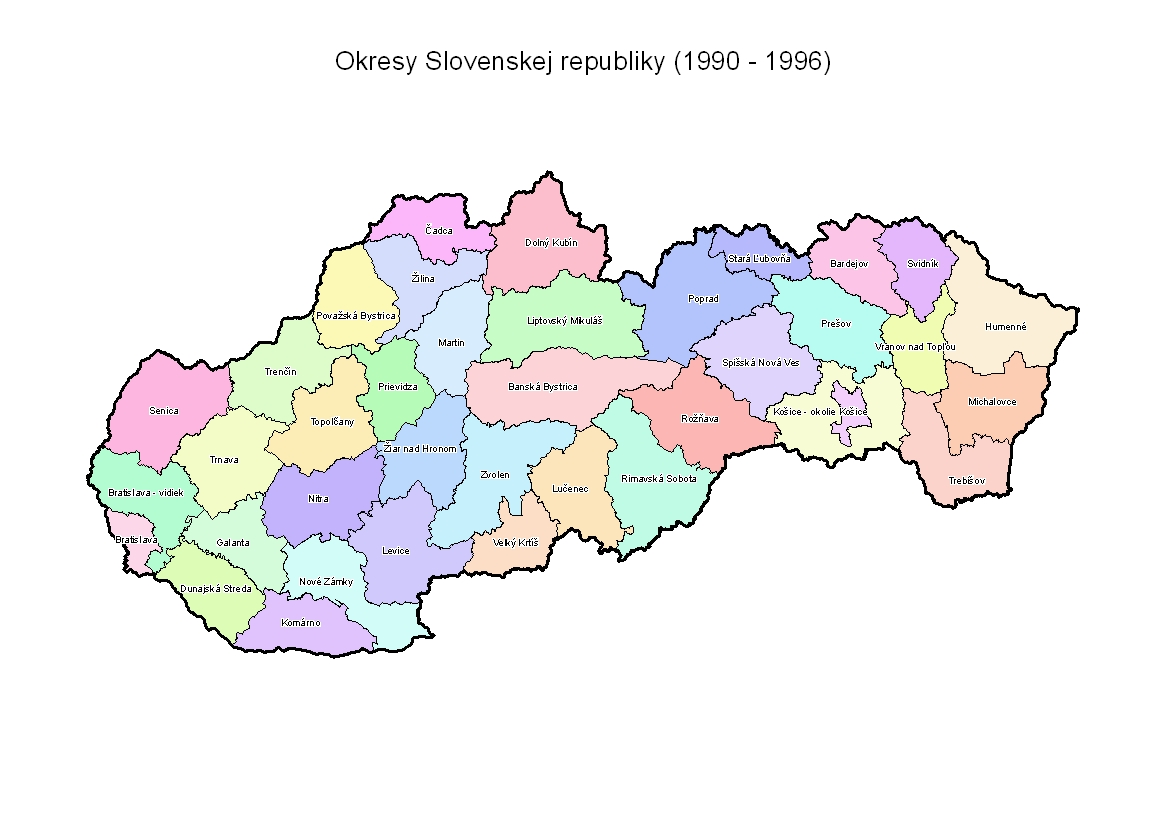
Szlovákiai járások 1990–1996 között

- 1918 előtt: Magyar történelmi vármegyék és járások a Felvidéken
- 1918 – 1928: Csehszlovákiai megyék
- 1928 – 1938: Csehszlovákiai tartományok (1928–1938 és 1945–1948)
- 1939 – 1945: A Szlovák Köztársaság megyéi
- 1949 – 1960: Csehszlovákiai régiók
- 1960 – 1990: Csehszlovákiai régiók
- 1990 – 1996: Szlovákia közigazgatási egységei